# Thornloe
Thornloe est un village de la province canadienne de l'Ontario, dans le district de Timiskaming de la région du Nord-Est de l'Ontario. 

## Géographie
Le territoire qu'occupe Thornloe fait 6,59 kilomètres carrés et est de forme hexagonale irrégulière. La localité est traversée par deux principales voies, la Main Street, d'est en ouest, suivant le tracé de la route 562 (Ontario Highway 562), et la Younge Street, du nord au sud. La route 11 transnationale permettant de rejoindre Cochrane au nord ou Barrie au sud, passe non loin de Thornloe.
Thornloe s'insère dans le quadrillé que forme les township d'Armstrong, Hilliard, Kerns (en) et Harley (en).

## Démographie
Le recensement canadien de 2021 notait 92 habitants à Thornloe, dont l'âge moyen était de 48 ans, soit une diminution de 17,9 % par rapport aux 112 habitants du recensement de 2016. On y compte 53 logements, dont 48 sont occupés. 28 % des habitants parlaient le français comme langue principale, tandis que 72 % parlaient l'anglais, mais une majorité pouvait toutefois parler l'anglais.
| 1991 | 1996 | 2001 | 2006 | 2011 |
| ---- | ---- | ---- | ---- | ---- |
| 132  | 132  | 120  | 105  | 127  |

| 2016 | 2021 | - | - | - |
| ---- | ---- | - | - | - |
| 105  | 92   | - | - | - |

## Transports
Thornloe est accessible par les bus (en) d'Ontario Northland sur la ligne de North Bay à Hearst sur demande. Anciennement, une gare ferroviaire d' Ontario Northland desservait auparavant le village, au kilomètre 126.1 sur la ligne de North Bay à Cochrane. Le Grand feu de 1922 (en) avait détruit la gare, ainsi qu'à Haileybury, reconstruite, North Cobalt, Heaslip (en) et Charlton (en).

## Attraits touristiques
La fabrique fromagère de Thornloe est la principale attraction de la ville. L'entreprise familiale fondée en 1940 avait précédemment été achetée par Parmalat, mais appartient depuis 2007 à Gencor, une coopérative à buts non lucratifs. Thornloe Cheese, de son nom officiel, produit de nombreux fromages primés et du beurre, et agit comme une station routière pour de nombreux voyageurs,.
On retrouve aussi l'église baptiste Crossroads à Thornloe.